# Championnats du monde de cross-country 1986
Navigation
Édition précédente Édition suivante
Les 14e Championnats du monde de cross-country IAAF  se sont déroulés le 23 mars 1986 à Colombier en Suisse. 670 athlètes de 57 nations ont participé.

## Résultats

### Cross long hommes

#### Individuel
| Médaille | Athlète              | Temps         |
| Or       | John Ngugi (KEN)     | 35 min 32 s 9 |
| Argent   | Abebe Mekonnen (ETH) | 35 min 34 s 8 |
| Bronze   | Joseph Kiptum (KEN)  | 35 min 39 s 8 |

#### Équipes
| Médaille | Athlètes | Points  |
| Or       | Kenya John Ngugi (1e) Joseph Kiptum (3e) Paul Kipkoech (5e) Kipsubai Koskei (7e) Some Muge (8e) Andrew Masai (21e)                     | 45 pts  |
| Argent   | Éthiopie Abebe Mekonnen (2e) Bekele Debele (4e) Wolde Silasse Melkessa (26e) Mohamed Kedir (27e) Wodajo Bulti (28e) Haji Bulbula (32e) | 119 pts |
| Bronze   | États-Unis Pat Porter (6e) John Easker (10e) Ed Eyestone (13e) Bruce Bickford (15e) Alan Scharsu (79e) Craig Virgin (81e)              | 204 pts |

### Course juniors hommes

#### Individuel
| Médaille | Athlète             | Temps         |
| Or       | Melese Feissa (ETH) | 22 min 47 s 6 |
| Argent   | Sammy Bitok (KEN)   | 22 min 52 s 7 |
| Bronze   | Demeke Bekele (ETH) | 22 min 56 s   |

#### Équipes
| Médaille | Athlètes | Points |
| Or       | Éthiopie | 13 pts |
| Argent   | Kenya    | 32 pts |
| Bronze   | Espagne  | 52 pts |

### Cross long femmes

#### Individuel
| Médaille | Athlète               | Temps         |
| Or       | Zola Budd (ENG)       | 14 min 49 s 6 |
| Argent   | Lynn Jennings (USA)   | 15 min 07 s 8 |
| Bronze   | Annette Sergent (FRA) | 15 min 12 s 2 |

#### Équipes
| Médaille | Athlètes                                                                                       | Points |
| Or       | Angleterre Zola Budd (1e) Carole Bradford (10e) Ruth Partridge (20e) Jane Shields (34e)        | 65 pts |
| Argent   | Nouvelle-Zélande Christine McMiken (7e) Gail Rear (18e) Mary O'Connor (19e) Wendy Renner (23e) | 67 pts |
| Bronze   | France Annette Sergent (3e) Martine Fays (4e) Anne Viallix (26e) Jacqueline Lefeuvre (43e)     | 67 pts |